# Saint-Gildas-de-Rhuys
Saint-Gildas-de-Rhuys é uma comuna francesa na região administrativa da Bretanha, no departamento Morbihan. Estende-se por uma área de 15,21 km². Em 2010 a comuna tinha 1 541 habitantes (densidade: 101,3 hab./km²).